# Guion bajo

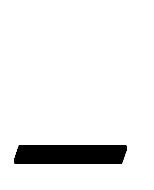
Representación de un guion bajo

El guion bajo [ _ ], también denominado subrayado, raya al piso, desde hace pocos años nombrada  barra baja (aunque esta última dicción no está reconocida por la RAE) es un carácter que se usaba en las máquinas de escribir para subrayar palabras. En la época en que no había procesadores de texto los dactilógrafos escribían las palabras o frases en la máquina de escribir, regresaban al principio de la línea y utilizaban el carácter "_" para subrayar esas palabras.
Actualmente, el guion bajo es utilizado sobre todo en informática, para sustituir un espacio en blanco en aplicaciones y sistemas que no pueden llevar un carácter de espacio (" "), por ejemplo, en los URL de la World Wide Web, en direcciones de correo electrónico (por ejemplo, no es posible la dirección de correo "GuionBajo @ejemplo.com", pero sí "GuionBajo_@ejemplo.com").